# Crash My DeVille
Crash My DeVille war eine 2002 gegründete Metalcore-Band.

## Geschichte
Die Gruppe war sehr viel auf Tour. Erstmals bereisten die sechs Saarländer 2004 ganz Deutschland, außerdem spielten sie viele Supportshows für Bands wie Misery Signals, Piebald, Since by Man, Bleed the Dream oder Tribute to Nothing. Auch auf zahlreichen Festivals mit Bands wie den Donots, Biffy Clyro, Destiny, Wir sind Helden und Slut war die Band vertreten.
Seit Ende 2005 waren Crash My DeVille bei dem Düsseldorfer Plattenlabel Redfield Records unter Vertrag. Diese veröffentlichten auch im März 2006 das Debütalbum The Consequence of Setting Yourself on Fire. Nachdem im September 2007 das zweite Album Please Glamour Don’t Hurt ’Em erschienen war, gab die Band im Januar 2008 bekannt, sich nach der Tour zum Album aufzulösen. Ihr letzter Auftritt war am 22. März 2008 im JuZ, Wadern.

## Diskografie

### EPs
- 2004: Hitting the Wall by Chance
- 2005: Hell Yeah, This Is a Hollywood Ending (Split-EP mit The Parachutes)

### Alben
- 2006: The Consequence of Setting Yourself on Fire
- 2007: Please Glamour Don’t Hurt ’Em